# Cultura del Antiguo Egipto

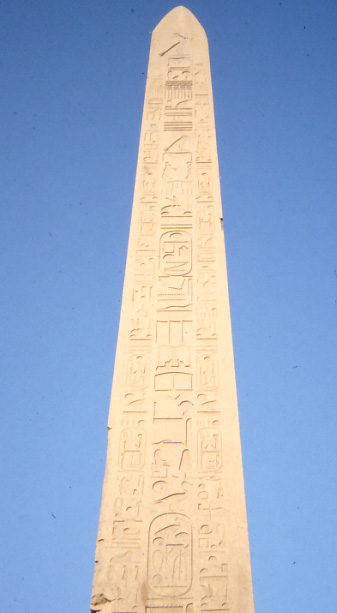
Obelisco de Tutmosis III erigido en el templo de Karnak

La cultura del Antiguo Egipto se conforma a partir de la forma de vida, costumbres y tradiciones existentes en la sociedad egipcia de la Antigüedad. Se inició en el Neolítico y evolucionó a lo largo de 3000 años, hasta la época romana, cuando prácticamente desapareció al adoptar la del Imperio romano, y sobre todo las costumbres cristianas.
La historia del Antiguo Egipto como Estado unificado comienza en el Neolítico, hacia el año 3150 a. C., y se divide en tres imperios con periodos intermedios de dominación por parte de gobernantes extranjeros y conflictos internos:
- El Imperio Antiguo (2700-2200 a. C.) se caracterizó por el inicio de las artes y la construcción de inmensas pirámides. Durante el Imperio Medio (2050-1800 a. C.), tras una etapa de descentralización, Egipto conoció un período de esplendor en su economía.

- En el Imperio Nuevo (1567-1085 a. C.), la monarquía egipcia alcanzó su edad dorada y conquistó a los pueblos vecinos y expandió sus dominios bajo la dirección de los faraones de la dinastía XVIII.

- La decadencia del imperio faraónico comenzó hacia 1075 a. C., a raíz de diversas incursiones de ejércitos de otros pueblos. A pesar de esto, la cultura egipcia mantuvo sus características fundamentales hasta la dominación romana, e influyó en todo el Mediterráneo occidental.

Los últimos sacerdotes de Isis, en la isla de File, mantuvieron su culto hasta que fue prohibido por Justiniano I, en 535 d. C., y el idioma se conservó, con la lógica evolución a través de los años, y evolucionó en el idioma copto que utiliza la Iglesia Copta como lengua litúrgica. 

## Arte egipcio

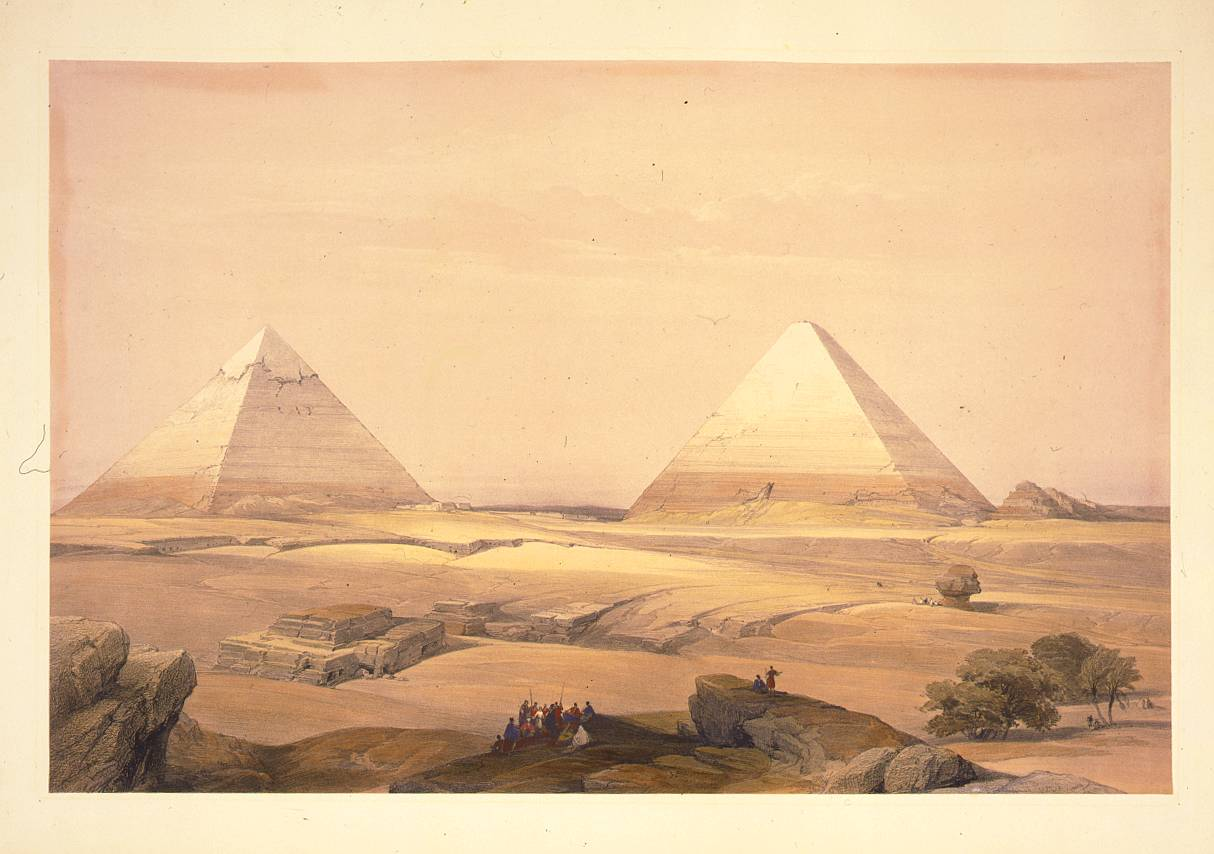
(Guiza): litografía del.

Una de las características del arte egipcio eran las monumentales obras que generalmente tenían carácter simbólico, funerario o religioso. Aunque el concepto de Arte es moderno, es perfectamente utilizable en la arquitectura, escultura, pintura y joyería egipcias, siendo muchas de sus realizaciones auténticas obras de arte y no simples trabajos de artesanía clásica.
El arte egipcio se caracterizó por la fijación de pilares o motivos constantes desde el inicio de la historia del Egipto unificado hasta el final de la dominación romana. Este lapso de casi tres mil años implicó un desarrollo en los patrones artísticos, los motivos, las figuras y las formas de expresión, con quiebres o innovaciones revolucionarias como fue el periodo amarniense, donde el arte sería totalmente innovador respecto a su herencia artística centenaria.

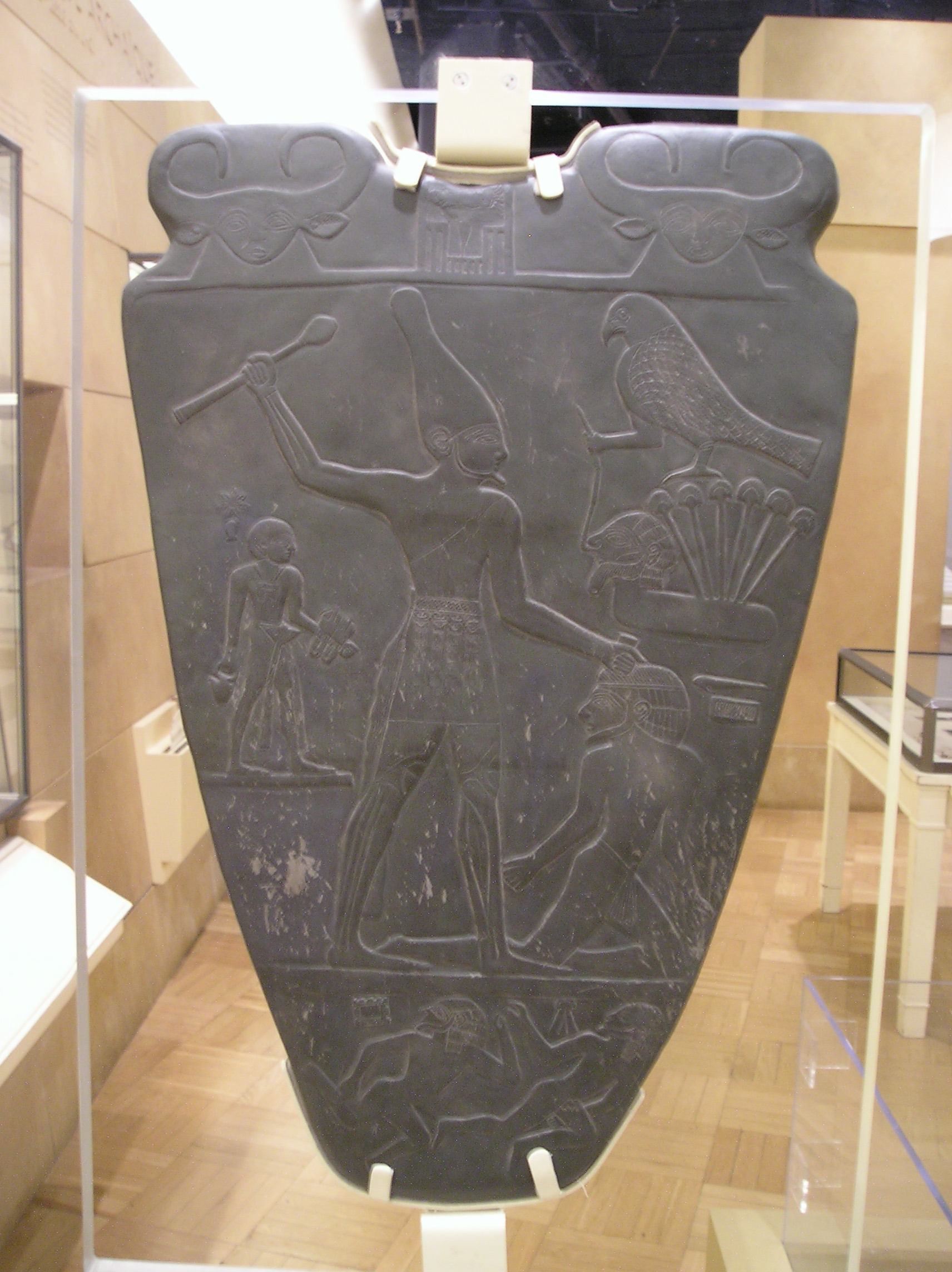
Paleta de Narmer, clásica imagen del faraón "destrozando" a los enemigos. Es un motivo constante y claro ejemplo del arte como expresión del poder político.

El conocimiento que tenemos del arte egipcio se debe, principalmente, a los materiales utilizados, sea piedra (caliza, arenisca o granito), metales (oro, electrum, cobre y bronce), madera (ébano y cedro) y otros no menos valiosos como marfil, fayenza y vidrio.
Una faceta que caracteriza a la cultura egipcia es el constante esfuerzo por transmitir un concepto de tradición. Este esfuerzo se traduce en la adopción de ciertos modelos o imágenes a modo de iconos que se repiten en la sucesión de faraones. Entonces, a pesar de que la historia egipcia puede clasificarse en grandes etapas como los Imperios Antiguo, Medio y Nuevo, muchas de estas formas artísticas pueden repetirse ya que han sido transformadas en iconos.

### El arte como expresión del poder político
Es una de las primeras vinculaciones desde el comienzo de la historia. Las ideas y las posiciones políticas vigentes darían el motivo principal para la elaboración de un sinnúmero de obras artísticas con una clara idea de propaganda.
Bajo este enfoque, el eje principal es el motivo de la obra. Dicho motivo es el pilar fundamental de la misma y determina sus parámetros: la distribución de las imágenes en el plano (o superficie) a utilizarse, los tamaños de las imágenes a representar según un orden de prelación basado en la importancia de los personajes, y la utilización de ciertas formas a modo de síntesis del concepto a transmitir.
La utilización del arte en obras de claro tinte propagandístico fue un elemento común. Durante el Imperio Nuevo era frecuente que las campañas militares tanto a Nubia como a Siria y Canaán fuesen representadas en las sucesivas ampliaciones de los templos de Amón en Karnak. Así, los consecutivos pilonos de tales templos fueron adornados con múltiples relieves donde el faraón reinante se encontraba batallando contra enemigos asiáticos o nubios.

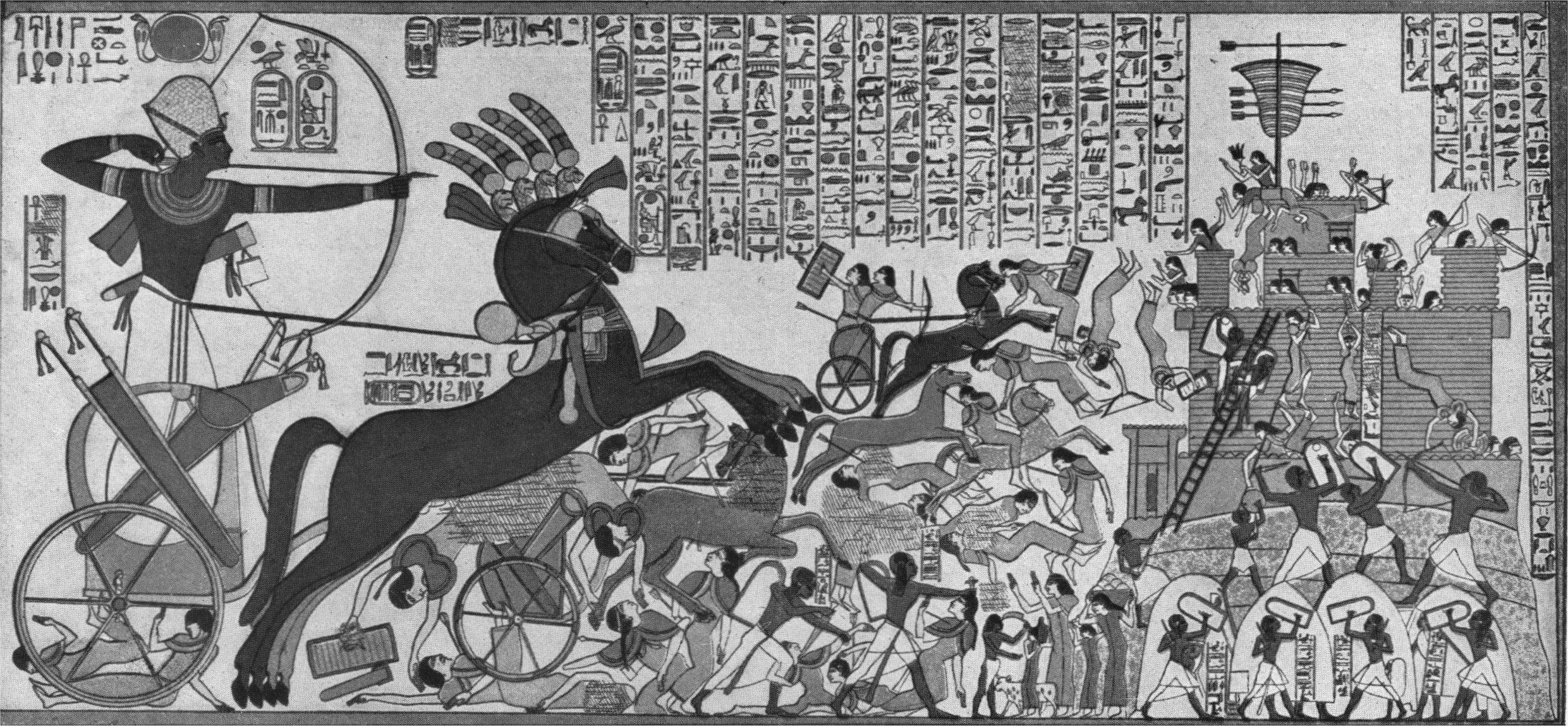
Sitio del ejército de Ramsés II a la ciudad cananea de Dapur. La importancia de los personajes determina el tamaño: el arte como medio de propaganda política.

En la arquitectura egipcia, el adobe se identificaba por ser el material más utilizado en sus edificaciones, tanto como en palacios de gente con buena posición económica como para la gente pobre de los pueblos. La diferencia de la clase social alta en la arquitectura egipcia con la clase social baja era el número de cuartos de los que contaba la casa, como baños, cuartos de servicio y un gran patio, el interior adornado con un sinfín de monumentos, adornos y murales pintados de varios tipos de colores, mientras que la casa de la gente de la clase social más baja contaba con un solo cuarto. Se hace mención igualmente de que los techos eran utilizados como dormitorios, debido al calor excesivo en la zona. Ambas viviendas se caracterizaban por tener muy pocas y pequeñas ventanas, igualmente debido al clima de la región.

### El arte como expresión religiosa
La espiritualidad del egipcio antiguo influyó de sobremanera en la vida cotidiana. La simbiosis del arte y lo religioso se observó durante casi toda la historia del arte egipcio. En el aspecto religioso, la multitud de deidades significaba también una necesidad de identificación de las mismas. El arte fue en ayuda de dicha necesidad al conceptualizar y sintetizar a cada deidad con determinados elementos que claramente les eran atribuidos. Así, cada representación de un dios necesariamente llevaba un conjunto de elementos que hacían posible su identificado tanto en imágenes de relieves o pinturas como en esculturas: Amón con las dos plumas de avestruz de tocado, la imagen de Osiris envuelta en blanco, símil momia, Horus con su clásica cabeza de halcón, Toth con la del ibis, etc.
Una de las principales aristas se da en el plano de las esculturas. Las estatuas de los dioses no solo les representaban, sino que eran elementos claros para la adoración en los templos, denominados "las Mansiones del dios". En lo más recóndito de los templos se ubicaban la estatua del dios, que era adorada y cuidada como un ser viviente. De hecho, las esculturas eran aseadas, vestidas y perfumadas como si fueran el dios mismo, ya que, dentro de la cosmovisión del egipcio, los dioses anidaban dentro del cuerpo mismo de la escultura. Estas podían ser modeladas en piedra, metal (por lo general oro) o madera.

### El arte en la vida cotidiana

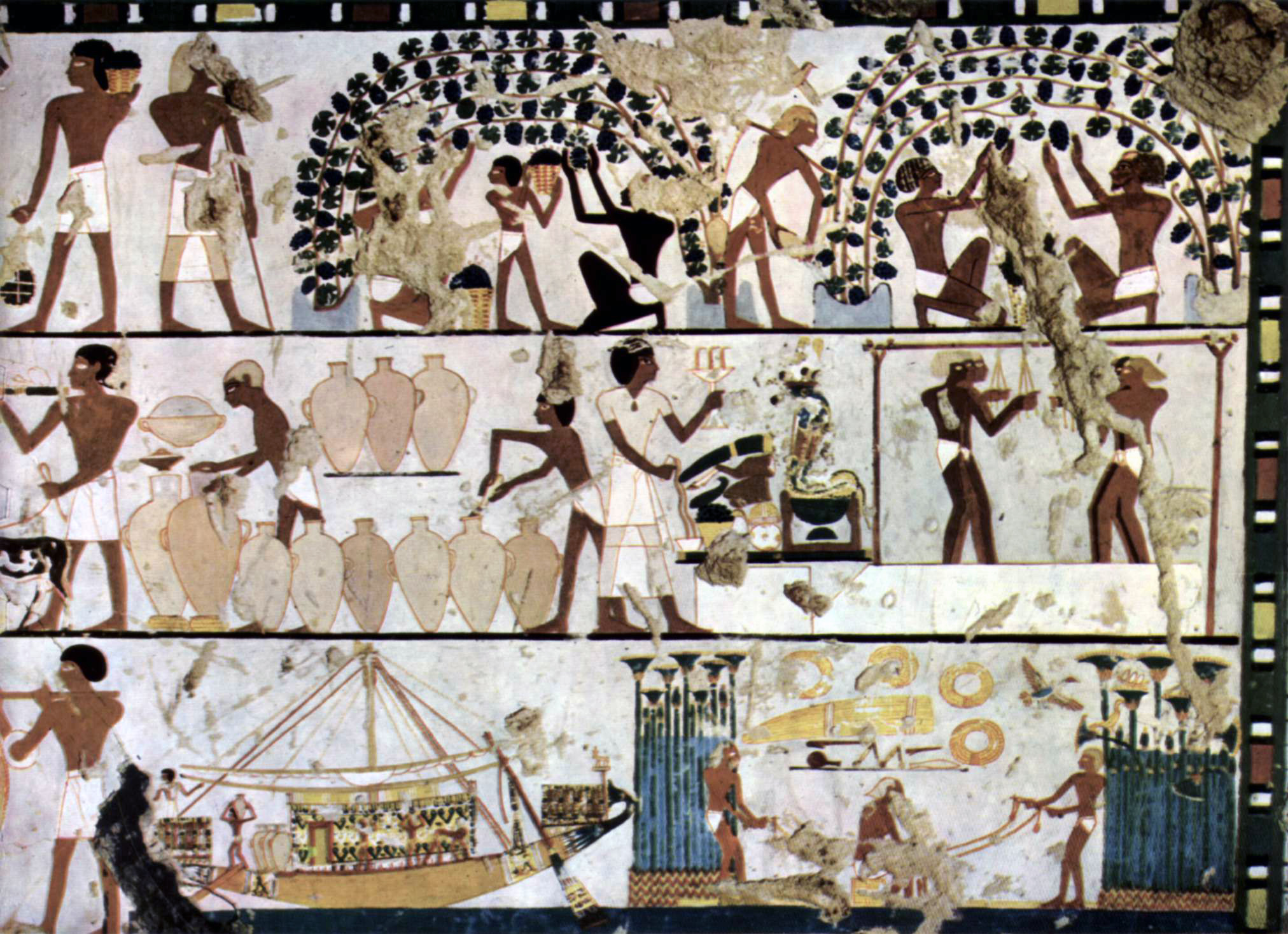
Pintura de una tumba egipcia donde se muestran distintas facetas de la vida cotidiana.

Resulta claro que las obras artísticas que han logrado llegar al día de hoy son en su mayoría una expresión del orden político y religioso. La posibilidad de sufragar los costos de su creación estaba acotada al faraón y los principales templos, ya que podían contar con los recursos necesarios para pagar a los artesanos y mercaderes. Al avanzar en el tiempo la civilización egipcia, la nobleza y los altos funcionarios adquirieron parte de las riquezas, lo que posibilitó que aquellos sujetos con una más holgada posición económica pudieran también acceder a obras artísticas que por lo general eran destinadas al servicio funerario, dada la importancia del culto al Más allá.
Así, las tumbas eran decoradas con imágenes religiosas tales como extractos del Libro del Amduat, hechos transcurridos durante la vida del difunto (en el caso de aquellos que ejercían un cargo dentro de la burocracia estatal) e imágenes de la vida cotidiana del egipcio. De esta forma, escenas de cacería, recolección agrícola, de música, etc. eran muy habituales en los muros de las tumbas.
También han perdurado ostraca, como las halladas en Deir el Medina, con caricaturas y sátiras humorísticas.

## Arquitectura
La arquitectura del Antiguo Egipto se caracteriza por crear un sistema constructivo en sus edificios monumentales, con el empleo de sillares tallados en grandes bloques, y sólidas columnas.
La arquitectura egipcia es conocida por sus monumentales construcciones en piedra, como templos, pirámides y obeliscos. Estas estructuras eran construidas para servir como tumbas, templos religiosos y edificios públicos. Los templos egipcios eran diseñados para honrar a los dioses y eran construidos con piedra caliza y granito.
Las construcciones más originales de la arquitectura egipcia monumental son los «complejos de las pirámides», los templos y las tumbas (mastabas, speos, hipogeos y cenotafios), cuya grandiosidad dependía de la clase social del personaje a enterrar. Las tumbas de varios faraones fueron construidas como pirámides y las mayores son las atribuidas a Seneferu, Keops y Kefrén. La única de las siete maravillas del Mundo Antiguo que aún perdura, la pirámide de Jufu, es un buen ejemplo del grado de perfeccionamiento alcanzado en las ciencias aplicadas.

## Escultura

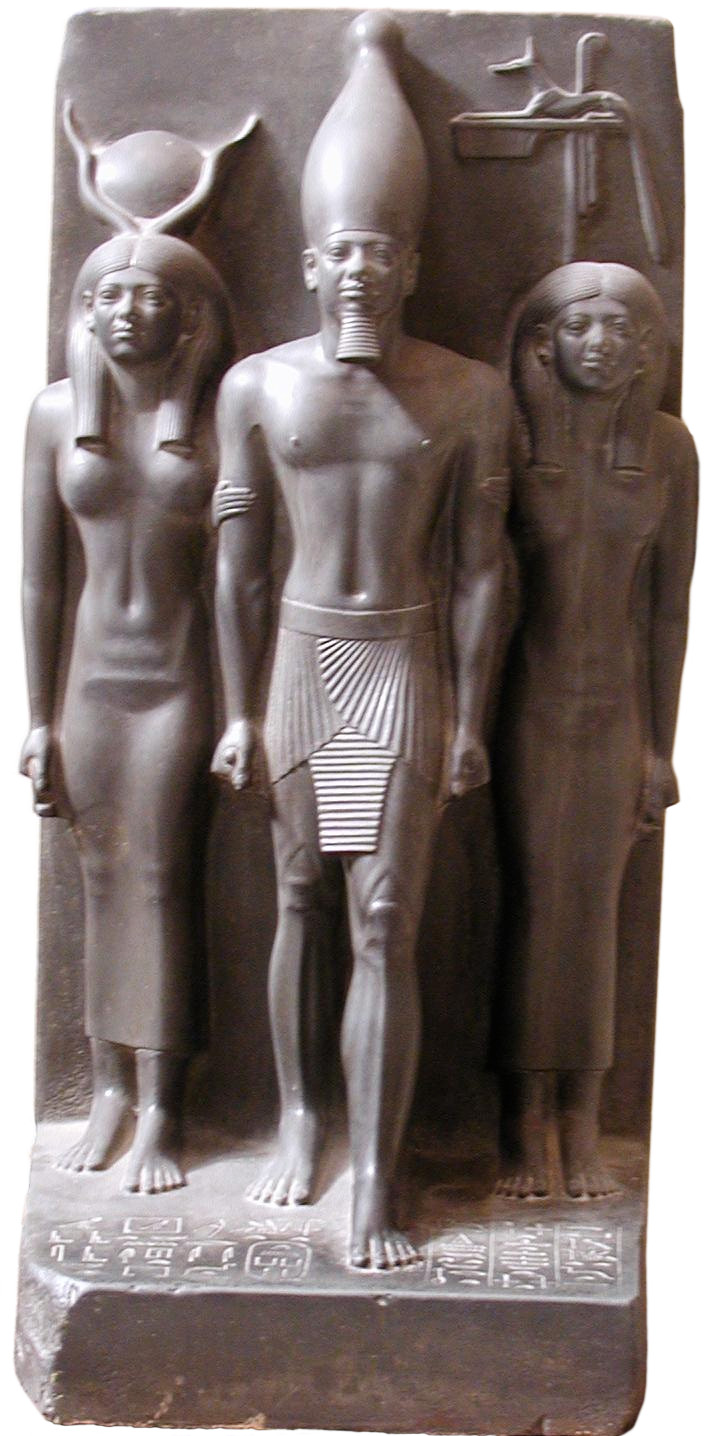
El faraón Micerino (Menkaura).

La escultura se practicó en el Antiguo Egipto ya desde el periodo Predinástico, con admirable perfección en estatuaria y bajorrelieves, conservándose millares de objetos labrados en madera, marfil, bronce (a veces dorado y con incrustaciones de oro y plata), fayenza y sobre todo en piedra, a veces de gran dureza. Las estatuas representan por lo general divinidades, faraones, personajes importantes y a veces, personajes anónimos ocupados, así como maquetas de viviendas o talleres cuyo destino era una tumba, donde representaban las posesiones del difunto. Durante el reinado de Akenatón se impuso un cierto realismo, en contraposición al hieratismo tradicional.

### Esfinges
Las esfinges fueron una de las representaciones escultóricas de los egipcios.
Con cuerpo de león y cabeza humana, eran símbolo de la realeza y su cabeza solía ser la del faraón reinante, aunque también representaban a los dioses, en este caso con cabezas de animales. Se colocaron en diversos lugares, pero sobre todo flanqueando las avenidas a los templos. 
La Gran Esfinge de Guiza es un gran monumento situado en la ribera occidental del río Nilo. Fue construida posiblemente durante la cuarta dinastía. La cabeza podría representar al faraón Kefrén (Jafra), teniendo un cuerpo con la forma de un león, o como algunos afirman, podría haber tenido la cabeza de un animal (como un lobo), y haber sido alterada más tarde. Se realizó tallando un montículo natural de roca caliza en la meseta de Guiza. En origen estaba pintada en vivos colores: rojo el cuerpo y la cara, y el nemes que cubría la cabeza con rayas amarillas y azules. Sus dimensiones principales son: unos 72 metros de longitud, veinte de altura y catorce de anchura, midiendo la cara alrededor de cinco metros. Aunque esta tiene bastantes significados además de misterio al ser construida con la cabeza de un humano la cual es perfectamente diseñada.

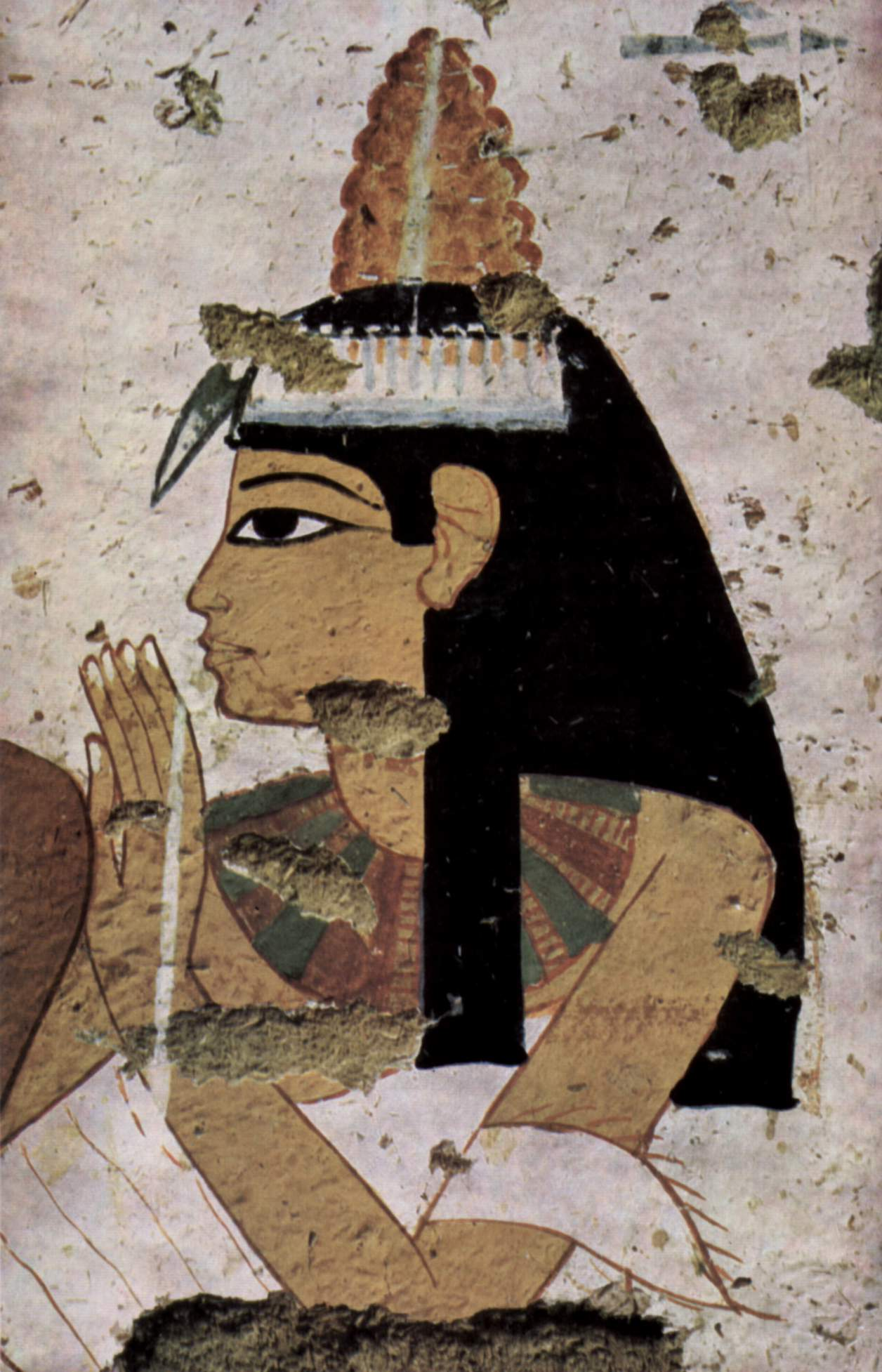
Tumba de Nebamun.

## Pintura
Los egipcios se sirvieron de la pintura desde las primeras dinastías no solo para decorar las cámaras sepulcrales, los templos y palacios, sino para conseguir mayor realismo en estatuas y bajorrelieves, en las momias y ataúdes, y para embellecimiento de vasijas y rollos de papiro.
Sus características principales son:
- uso del canon de perfil,
- ausencia de perspectiva,
- utilización de colores planos.

## Artesanía
Cerámica

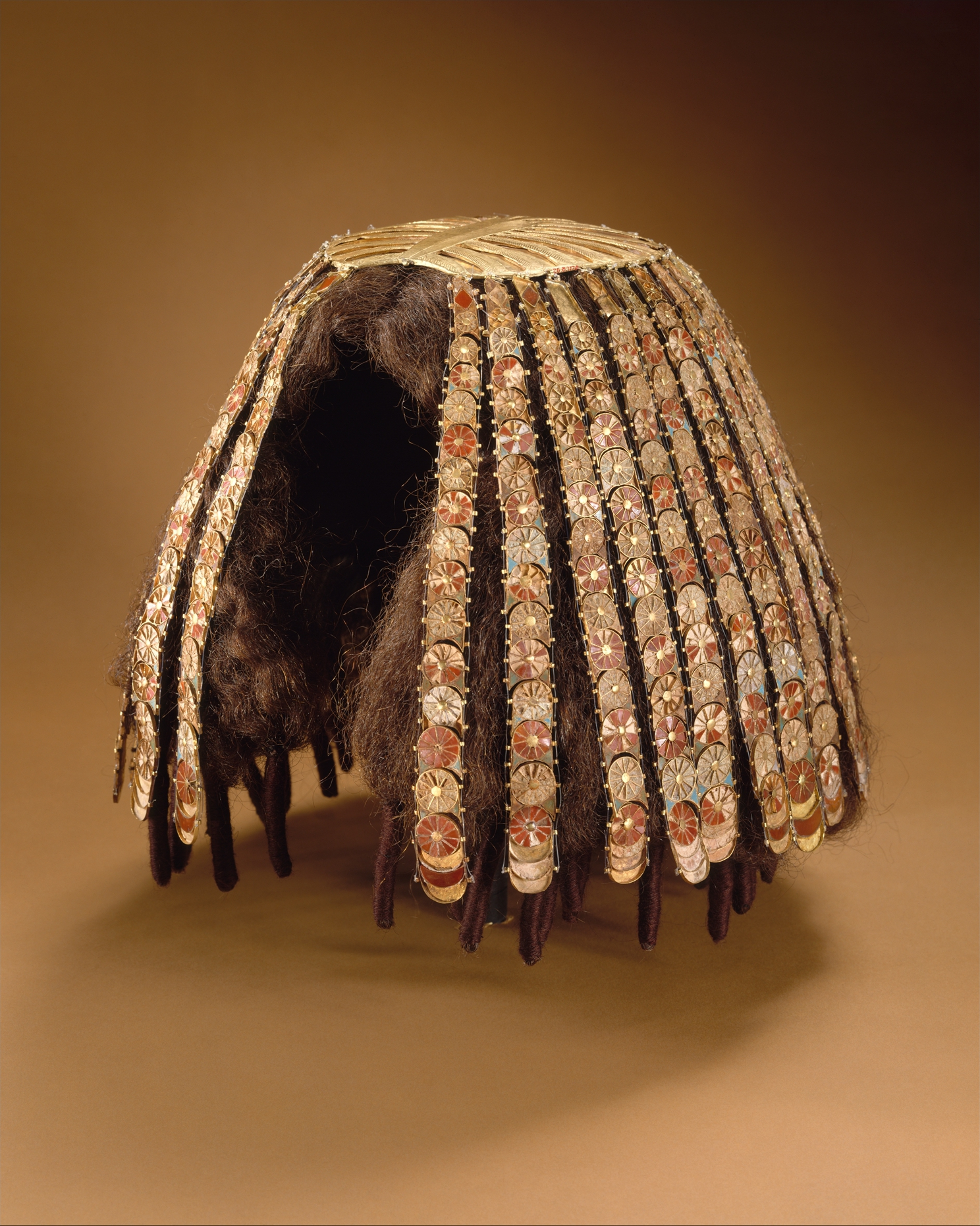
Adorno para el cabello hecho con oro, escayola, cornalina, vidrio y calcedonia. Circa 1450 a. C.

Se han hallado hermosos objetos de cerámica correspondientes a épocas diferentes, desde los albores de su civilización. En sus cámaras sepulcrales se han descubierto representaciones de alfareros modelando vasijas a torno que se remontan por lo menos a la dinastía IV. No obstante, la cerámica era de uso corriente, para los objetos de lujo se utilizaban otros materiales: esto tiene como consecuencia la falta de adornos y pintura en la mayor parte de los encontrados.
La cerámica esmaltada se usó ya en la decoración de los pasadizos subterráneos de almacenamiento de la Pirámide escalonada de Saqqara (c. 2650 a. C.); las vasijas del mismo material se remontan a la dinastía XII (c. 2000 a. C.).
Orfebrería

Desde la época predinástica se empleó con profusión el oro en utensilios valiosos, y también para recubrir o chapar otros de bronce, piedra o madera. Las minas de cobre de la península del Sinaí se explotaron ya en la época de las primeras dinastías, así como las de piedras preciosas.
Las vasijas de uso cotidiano en templos y palacios eran de oro con relieves y grabados de figuras dispuestas alrededor de las mismas. En oro, bronce dorado y marfil (raramente en plata, muy escasa en Egipto) se labraron muchísimas estatuillas en honor a las divinidades y a los altos personajes. Asimismo, fueron adornadas con pedrería muebles, brazaletes, collares, anillos, etc. Se revestían con planchas de oro o de electro las puertas de los templos, los relieves de piedra y aun los zócalos y obeliscos más estimados. Se empleaba el bronce como material ordinario en utensilios domésticos y en estatuas, adornándolas a veces con incrustaciones de oro y plata.
Vidrio
El vidrio fue utilizado desde épocas muy antiguas para la elaboración de cuentas para collares y brazaletes, ojos para estatuas, figurillas y amuletos variados, plaquitas para adorno de muebles, imitaciones de piedras finas y como vasijas y pequeñas estatuas de colores diferentes.
Las primeras vasijas fueron elaboradas durante el reinado de Thutmose III (1500 a. C.), y se utilizaba la técnica de moldeado sobre un núcleo de arcilla. Suelen ser frascos cilíndricos y anforitas alargadas y estrechas, a menudo decoradas con rayas multicolores, a veces con figuras e imitaciones de filigranas u otros ornamentos. Se han encontrado en las tumbas, y casi siempre ofrecen poca transparencia y curiosas irisaciones en la superficie, descomponiéndose en escamitas al tocarlos: todo ello es debido, en parte, a las impurezas.
El vidrio incoloro y transparente, comenzó a utilizarse en la época saita (dinastía XXVI, siglo VII a. C.).

## Música

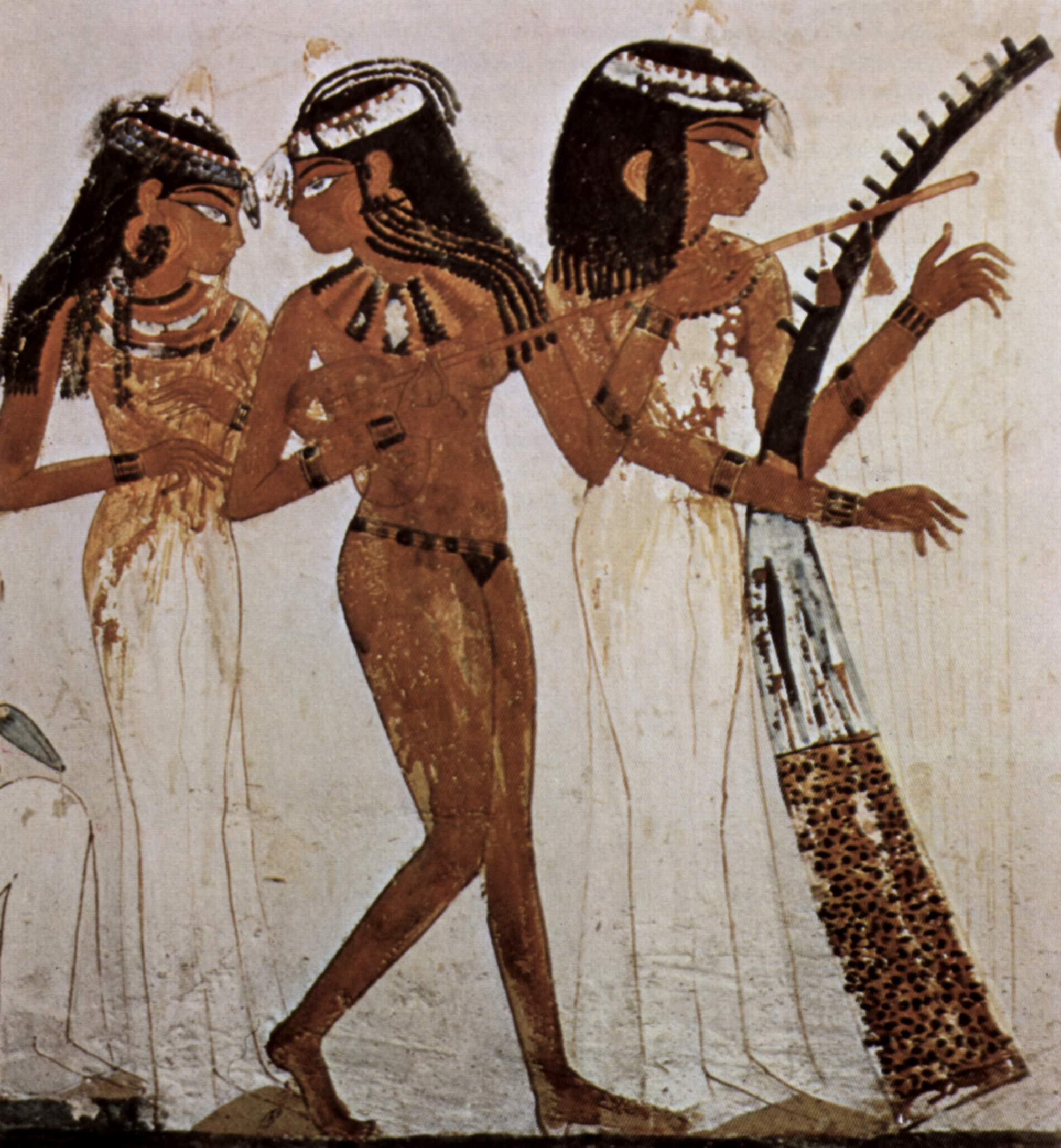
Intérpretes de música.

La música en el antiguo Egipto no era solamente lo que nosotros entendemos por ella: unos sonidos ordenados de determinada forma, sino que también era la representación de unos conocimientos que formaban parte del pensamiento cultural.
Para el estudio de la música, es imprescindible el estudio de los instrumentos musicales conservados en los museos, de la iconografía musical de las tumbas, de las fuentes egipcias y de la etnomusicología.
Tanto la danza como el canto, eran de tipo melódico; pueden reconstruirse con ayuda de los textos, y, en el caso de la danza, por las coreografías representadas en pinturas y relieves.
La afición de los egipcios a la música podemos medirla por el hecho de que el jeroglífico con que la designaban era el mismo que para la palabra bienestar, además de considerarla una ciencia tan importante que era estudiada por los sacerdotes.

## Literatura

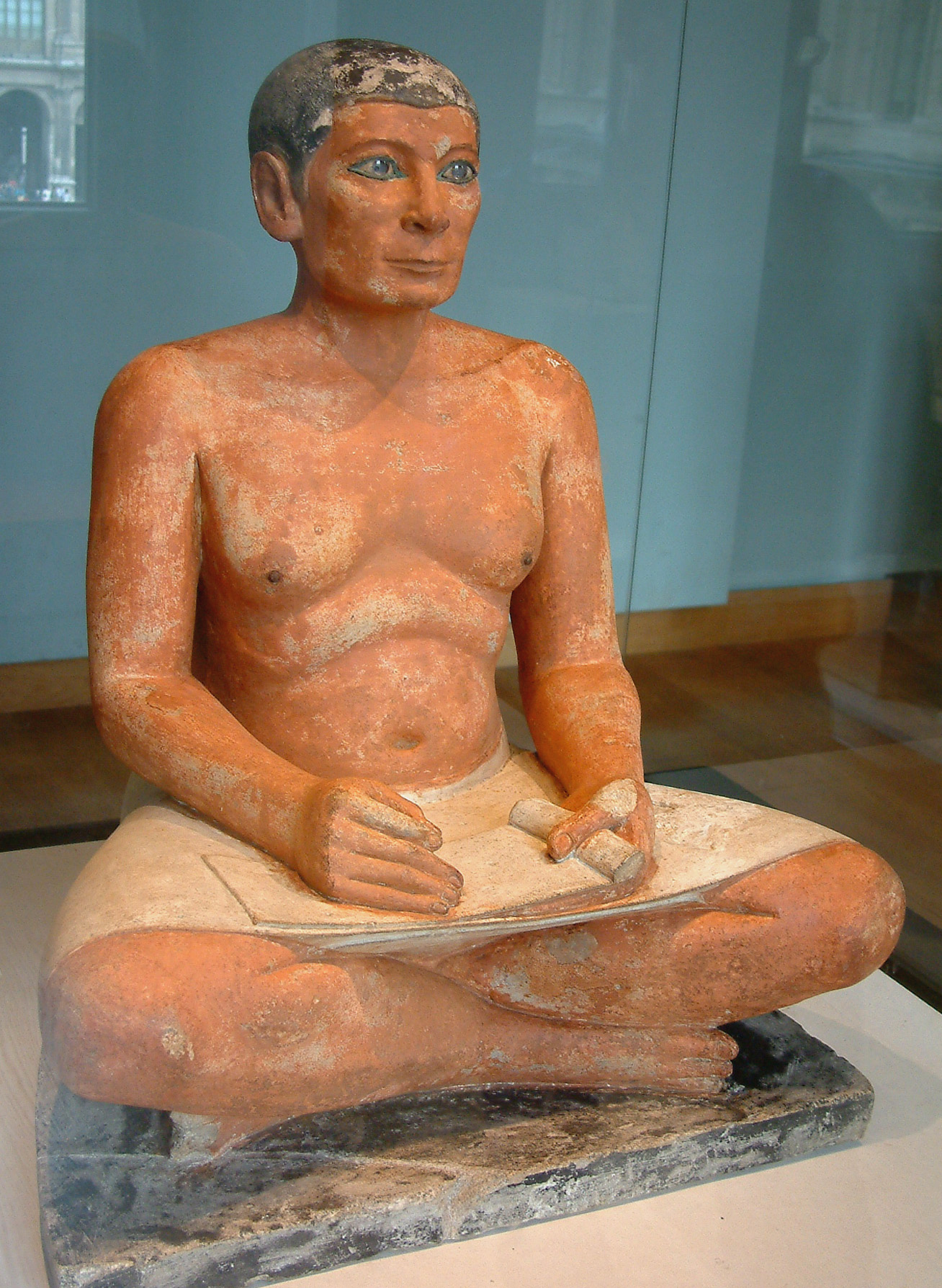
El escriba sentado. Louvre.

Los jeroglíficos fueron un sistema de escritura inventado y utilizado por los antiguos egipcios desde la época predinástica hasta el siglo IV. El sistema de escritura egipcio comprende tres tipos básicos: jeroglífica, hierática y demótica, esta última correspondiente al periodo tardío de Egipto. Los más antiguos documentos de escritura conocidos fueron encontrados en el enterramiento del soberano predinástico Horus Escorpión, hallado el año 1997, en Umm el-Qaab, Abidos, datados mediante carbono 14 de 3300 a 3200 a. C.
La literatura egipcia alcanzó su cenit con la Historia de Sinuhé y los Textos de los Sarcófagos.

### Bibliotecas
Existían bibliotecas en los templos, concretamente las denominadas casas de la vida, donde se guardaba el saber.
Una de las mayores bibliotecas en el antiguo Egipto fue la Biblioteca de Alejandría, la cual contaba con entre 400 000 y 700 000 rollos escritos a mano, en su tiempo la biblioteca más grande del planeta. Fue fundada a principios del siglo III a. C., durante el reinado de Ptolomeo II, después que su padre hubiera creado el Templo de las Meditaciones o Museo. La organización inicial es atribuida a Demetrius Phalereus, pero apenas se le conoce, de tantos volúmenes solo nos quedan títulos que indican lo mucho que se perdió. En el centro de estudios de Alejandría se elaboró la traducción al griego de la Biblia hebrea, la Septuaginta.
Diodoro de Sicilia refiere la existencia de la biblioteca de un faraón que él denomina Osymandyas (probablemente, Ramsés II), que estaba en la ciudad de Luxor, donde los exploradores Champollion y Wilkinson descubrieron indicios de una biblioteca que debió existir en el siglo XIV a. C.

## Ciencia
La ciencia en el Antiguo Egipto gozó de gran prestigio desde tiempo remotos. Es enormemente significativo el alto nivel que desarrolló esta civilización y la amplitud de conocimientos que llegaron a dominar. La tradición refleja que los hombres sabios de la antigua Grecia habían ido aprender a Egipto, en donde existía una ciencia venerable y un elevado nivel de conocimientos científicos, aunque mezclados algunas veces con prácticas mágicas.
Las ciencias en el Antiguo Egipto estaban dominadas por un saber empírico organizado por sacerdotes y registrado por cultos escribas. El conjunto de la población vivía al ritmo de las crecidas del Nilo, destructoras y generadoras de la riqueza del país, que necesitaban de un cálculo preciso para su previsión y la posterior restauración de los terrenos de cultivo tras las crecidas. Para ello los egipcios fueron capaces de idear una matemática práctica, útiles instrumentos de medida, eficaces herramientas y una tecnología que posibilitó organizar y realizar faraónicas obras de canalización y erigir monumentales construcciones.

## Mitología egipcia

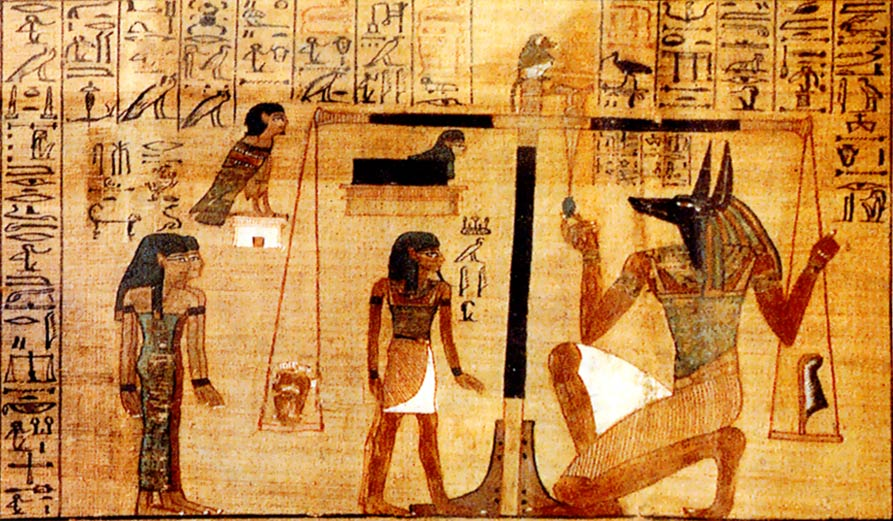
Capítulo 125 del Libro de los Muertos. El Juicio del difunto simbolizado por el pesaje del corazón del muerto frente al peso de una pluma, todo presenciado por Anubis. Se creía que si el corazón era más liviano que una pluma significaba que el difunto merecía su pasaje al Más Allá, en cambio, un corazón pesado implicaba una conciencia llena de pecados, pasible de ser devorado por las criaturas del inframundo.

La mitología egipcia es el nombre del conjunto de creencias sustentadas por los pobladores del Antiguo Egipto, cuya práctica fue prohibida en tiempos de Justiniano I, en 535 d. C., con la imposición del cristianismo. El lapso de su desarrollo es de más de tres mil años, variando estas creencias a lo largo del tiempo, aunque eran la base de toda la organización de la sociedad: desde el poder del faraón hasta la forma de inhumación, todas las costumbres eran consecuencia directa de la concepción religiosa del mundo que tenían.
Sus principales dioses fueron: Ra, Amón, Anubis, Atón, Horus, Osiris, Hapy, Atum, Bes, Ptah, Seth, Tot, Apis, Bastet, Hathor, Isis, Maat, Neftis, Tefnut.